# Liste des cavités naturelles les plus profondes de Meurthe-et-Moselle
La liste des cavités naturelles les plus profondes de Meurthe-et-Moselle recense, sous forme de tableau(x), les cavités souterraines naturelles connues dans ce département français, dont le dénivelé est supérieur ou égal à vingt mètres.
La communauté spéléologique considère qu'une cavité souterraine naturelle n'existe vraiment qu'à partir du moment où elle est « inventée » c'est-à-dire découverte (ou redécouverte), inventoriée, topographiée et publiée. Bien sûr, la réalité physique d'une cavité naturelle est la plupart du temps bien antérieure à sa découverte par l'homme ; cependant tant qu'elle n'est pas explorée, mesurée et révélée, la cavité naturelle n'appartient pas au domaine de la connaissance partagée.
La liste spéléométrique des 11 plus profondes cavités naturelles de Meurthe-et-Moselle (≥ vingt mètres) est actualisée à décembre 2018.
La plus profonde cavité souterraine naturelle répertoriée dans le département de Meurthe-et-Moselle est « le gouffre de Rouge Brûlé », sur la commune de Viviers-sur-Chiers (cf. ligne 1 du tableau ci-dessous).

## Cavités de Meurthe-et-Moselle (France) dont la dénivellation est supérieure ou égale à 3 mètres
19 cavités naturelles souterraines de dénivelé supérieur ou égal à 20 mètres sont recensées à mi 2019 dans le département français de Meurthe-et-Moselle (54), en région Grand Est (GES).
| Réf. | Cavité (Autres noms)           | Commune            | Zone géographique | Coordonnées (WGS 84)        | Dénivel. (mètres) | Dévelop. (mètres) | Sources ou références                            | Mise à jour |
| ---- | ------------------------------ | ------------------ | ----------------- | --------------------------- | ----------------- | ----------------- | ------------------------------------------------ | ----------- |
| 1    | Gouffre de Rouge Brûlé         | Viviers-sur-Chiers |                   | 49° 27′ 40″ N, 5° 37′ 29″ E | +0054, m          | +0089, m          | Fiche CDS 54 & IKARE                             | 2015-06     |
| 2    | Gouffre AV1                    | Villette           |                   | 49° 29′ 08″ N, 5° 34′ 29″ E | +0045, m          | +0090, m          | Fiche CDS 54 & IKARE                             | 2015-06     |
| 3    | Grotte de Rouge Brûlé          | Viviers-sur-Chiers |                   | 49° 27′ 43″ N, 5° 37′ 30″ E | +0045, m          | +0070, m          | Fiche CDS 54 & IKARE                             | 2015-06     |
| 4    | Trou Armand                    | Sancy              |                   | 49° 20′ 37″ N, 5° 54′ 32″ E | +0044, m          | +0044, m          | Spéléométrie de la France & Fiche CDS 54 & IKARE | 2015-06     |
| 5    | Gouffre de la Grimo Santé      | Martincourt        |                   | 48° 51′ 50″ N, 5° 56′ 32″ E | +0039, m          | +0130, m          | Fiche CDS 54 & IKARE                             | 2015-06     |
| 6    | Diaclase des Cités Canadiennes | Longuyon           |                   | 49° 26′ 39″ N, 5° 35′ 44″ E | +0038, m          | +0058, m          | Fiche CDS 54 & IKARE                             | 2015-06     |
| 7    | Grotte du Chaos                | Gondreville        |                   | 48° 39′ 29″ N, 6° 00′ 01″ E | +0036, m          | +1 750, m         | Fiche CDS 54 & IKARE,                            | 2015-06     |
| 8    | Trou du Veau                   | Colmey             |                   | 49° 27′ 41″ N, 5° 32′ 58″ E | +0036, m          | +0100, m          | Fiche CDS 54 & IKARE                             | 2015-06     |
| 9    | Diaclase Sainte-Anne           | Sexey-aux-Forges   |                   | 48° 37′ 27″ N, 6° 01′ 55″ E | +0032, m          | +0058, m          | Fiche CDS 54 & IKARE                             | 2015-06     |
| 10   | Gouffre du Failly              | Grand-Failly       |                   | 49° 24′ 46″ N, 5° 27′ 36″ E | +0021, m          | +0990, m          | plongeesout.com & IKARE                          | 2019-06     |
| 11   | Grotte des Puits               | Pierre-la-Treiche  |                   | 48° 38′ 43″ N, 5° 56′ 49″ E | +0020, m          | +0440, m          | Fiche CDS 54 & IKARE                             | 2015-06     |
| 12   | Grotte Sainte-Reine            | Pierre-la-Treiche  |                   | 48° 38′ 42″ N, 5° 56′ 27″ E | +0017, m          | +1 260, m         | Fiche CDS 54                                     | 2015-06     |
| 13   | Grotte des Sept Salles         | Pierre-la-Treiche  |                   | 48° 38′ 44″ N, 5° 56′ 59″ E | +0019, m          | +1 235, m         | Fiche CDS 54                                     | 2015-06     |
| 14   | Grotte Jacqueline              | Pierre-la-Treiche  |                   | 48° 38′ 44″ N, 5° 56′ 18″ E | +0016, m          | +1 155, m         | Fiche CDS 54                                     | 2015-06     |
| 15   | Grotte Sainte-Geneviève        | Essey-lès-Nancy    |                   | 48° 42′ 57″ N, 6° 13′ 24″ E | +0010, m          | +0250, m          | Spéléométrie de la France & Fiche CDS 54         | 2015-06     |
| 16   | Grotte des Excentriques        | Pierre-la-Treiche  |                   | 48° 38′ 34″ N, 5° 57′ 02″ E | +0005, m          | +0185, m          | Fiche CDS 54 & IKARE                             | 2015-06     |
| 17   | Le Grand Bichet                | Mercy-le-Bas       |                   | 49° 23′ 12″ N, 5° 46′ 28″ E | NC                | +0144, m          | Fiche CDS 54 & IKARE                             | 2015-06     |
| 18   | Trou des Celtes                | Pierre-la-Treiche  |                   | 48° 38′ 35″ N, 5° 57′ 06″ E | +0003, m          | +0075, m          | Fiche CDS 54 & IKARE                             | 2015-06     |
| 19   | Grotte du Géant                | Gondreville        |                   | 48° 39′ 44″ N, 6° 00′ 38″ E | +0003, m          | +0070, m          | Fiche CDS 54 & IKARE                             | 2015-06     |